# Temple Capitolí
El Temple Capitolí és un monument antic que hi ha a l'antiga ciutat de Volúbilis, a Fez-Meknés, al Marroc. Data de l'era romana i es trobava a la Mauritània Tingitana.

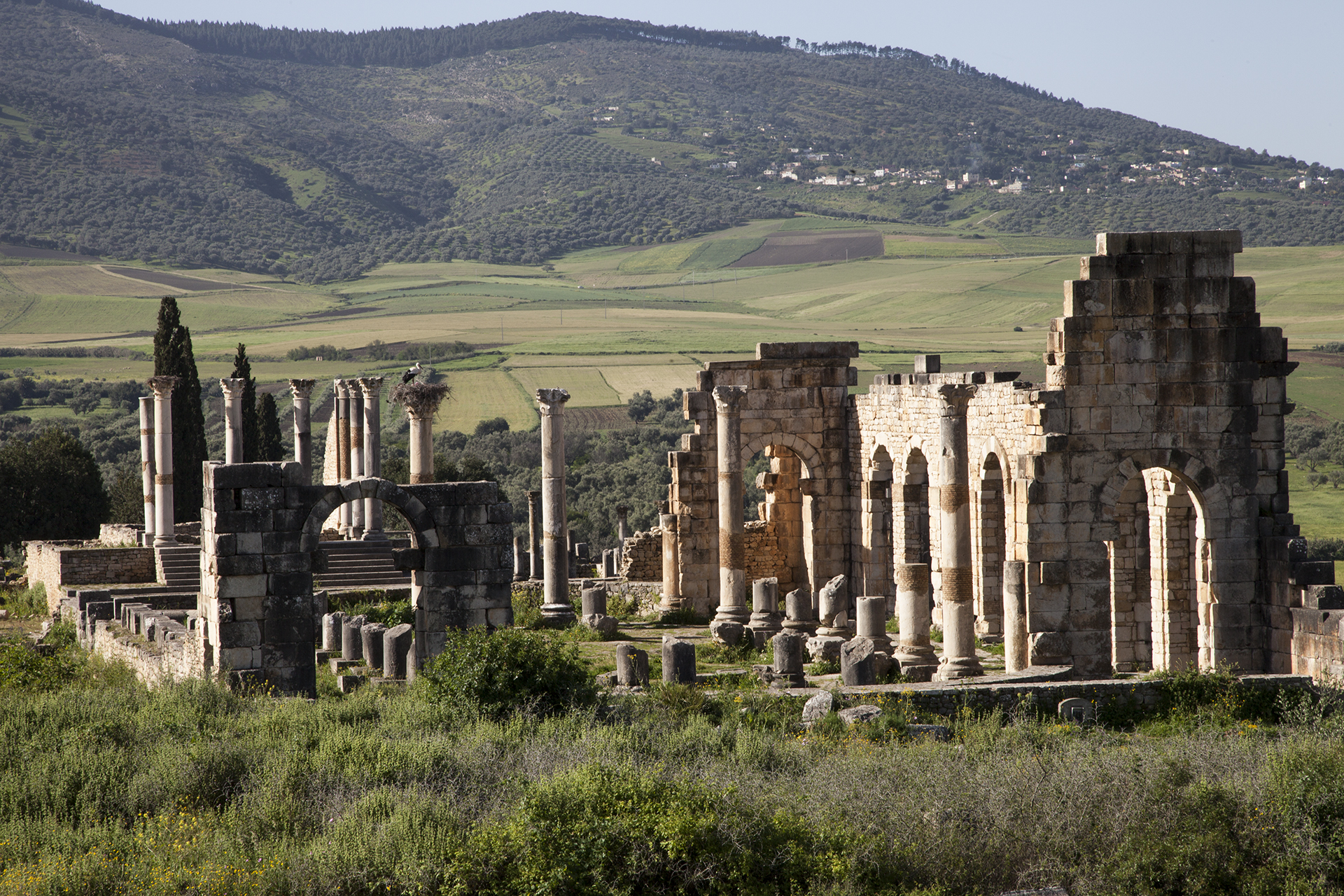
Ruïnes de pedra del Temple Capitolí de Volúbilis

L'edifici conté un projecte arquitectònic de pòrtic i fou dedicat a l'emperador romà Macrí. El temple és reservat a la trinitat romana de Juno, Júpiter i Minerva. D'acord amb Rogerson, a sota del Temple Capitolí es reuniria un consell per a fer declaracions de guerra.
Els romans també van construir temples amb el mateix nom a la ciutat de Roma i en altres ciutats de l'Imperi romà.